# Sorn Davin
Sorn Davin (* 6. Februar 1992) ist eine kambodschanische Taekwondoin. Sie startet in der Gewichtsklasse bis 73 Kilogramm.
Sorn bestritt ihre ersten internationalen Titelkämpfe im Jahr 2011. Bei der Weltmeisterschaft in Gyeongju schied sie in ihrem Auftaktkampf aus. Erfolgreich war sie hingegen bei den Südostasienspielen in Jakarta, wo sie die Silbermedaille gewann. Sorn verpasste im November 2011 beim asiatischen Olympiaqualifikationsturnier in Bangkok  in der Gewichtsklasse über 67 Kilogramm als Viertplatzierte die Qualifikation für die Olympischen Spiele 2012 in London nur knapp. Von der World Taekwondo Federation erhielt sie jedoch eine Wildcard für die Teilnahme. Bei den Spielen war sie Fahnenträgerin für ihre Mannschaft.